# Eleições europeias de 2024 (Bélgica)
As eleições europeias de 2024 na Bélgica foram realizadas a 9 de junho e serviram para eleger os 22 deputados nacionais para o Parlamento Europeu durante as eleições europeias. Estas eleições foram realizadas ao mesmo tempo que as eleições legislativas e as eleições regionais.

## Resultados oficiais
| Partido                    | Partido                               | Votos                      | %                          | +/-                        | Deputados                  | +/-                        |
| Colégio eleitoral Flamengo | Colégio eleitoral Flamengo            | Colégio eleitoral Flamengo | Colégio eleitoral Flamengo | Colégio eleitoral Flamengo | Colégio eleitoral Flamengo | Colégio eleitoral Flamengo |
| -------------------------- | ------------------------------------- | -------------------------- | -------------------------- | -------------------------- | -------------------------- | -------------------------- |
|                            | Vlaams Belang                         | 1 034 112                  | 22,94 / 100,00             | 3,86                       | 3 / 13                     | Estável                    |
|                            | Nova Aliança Flamenga                 | 995 868                    | 22,09 / 100,00             | 0,35                       | 3 / 13                     | Estável                    |
|                            | Democratas-Cristãos e Flamengos       | 594 968                    | 13,20 / 100,00             | 1,33                       | 2 / 13                     | Estável                    |
|                            | Vooruit                               | 570 067                    | 12,64 / 100,00             | 2,43                       | 2 / 13                     | 1                          |
|                            | Groen                                 | 450 781                    | 10,00 / 100,00             | 2,37                       | 1 / 13                     | Estável                    |
|                            | Liberais e Democratas Flamengos       | 410 743                    | 9,11 / 100,00              | 6,84                       | 1 / 13                     | 1                          |
|                            | Partido do Trabalho da Bélgica        | 366 285                    | 8,12 / 100,00              | 3,17                       | 1 / 13                     | 1                          |
|                            | Por Ti                                | 47 243                     | 1,05 / 100,00              | Novo                       | 0 / 13                     | Novo                       |
|                            | Outros (com menos de 1,00%)[parcial?] | 38 713                     | 0,86 / 100,00              |                            | 0 / 13                     |                            |
| Total                      | Total                                 | 4 508 780                  | 100,00 / 100,00            |                            | 13 / 13                    | 1                          |
| Colégio eleitoral Francês  |                                       |                            |                            |                            |                            |                            |
|                            | Movimento Reformador                  | 900 413                    | 34,88 / 100,00             | 15,59                      | 3 / 8                      | 1                          |
|                            | Partido Socialista                    | 529 697                    | 20,52 / 100,00             | 6,17                       | 2 / 8                      | Estável                    |
|                            | Partido do Trabalho da Bélgica        | 397 055                    | 15,38 / 100,00             | 0,79                       | 1 / 8                      | Estável                    |
|                            | Les Engagés                           | 368 668                    | 14,28 / 100,00             | 5,34                       | 1 / 8                      | Estável                    |
|                            | Ecolo                                 | 259 745                    | 10,06 / 100,00             | 9,85                       | 1 / 8                      | Baixa                      |
|                            | DéFI                                  | 75 243                     | 2,91 / 100,00              | 3,01                       | 0 / 8                      | Estável                    |
|                            | Esquerda Anticapitalista              | 50 578                     | 1,96 / 100,00              | Novo                       | 0 / 8                      | Novo                       |
| Total                      | Total                                 | 2 581 399                  | 100,00 / 100,00            |                            | 8 / 8                      |                            |
| Colégio eleitoral Alemão   |                                       |                            |                            |                            |                            |                            |
|                            | Partido Social Cristão                | 15 169                     | 34,93 / 100,00             | 0,01                       | 1 / 1                      | Estável                    |
|                            | ProDG                                 | 7 134                      | 16,43 / 100,00             | 3,29                       | 0 / 1                      | Estável                    |
|                            | Perspectivas.Liberdade.Progresso      | 5 891                      | 13,57 / 100,00             | 2,08                       | 0 / 1                      | Estável                    |
|                            | Vivant                                | 5 281                      | 12,16 / 100,00             | 1,00                       | 0 / 1                      | Estável                    |
|                            | Partido Socialista                    | 5 131                      | 11,82 / 100,00             | 0,40                       | 0 / 1                      | Estável                    |
|                            | Ecolo                                 | 4 819                      | 11,10 / 100,00             | 5,27                       | 0 / 1                      | Estável                    |
| Total                      | Total                                 | 43 425                     | 100,00 / 100,00            |                            | 1 / 1                      |                            |
| Votos Inválidos            | Votos Inválidos                       | 465 974                    | 6,13 / 100,00              | 0,19                       |                            |                            |
| Total                      | Total                                 | 7 599 758                  | 100,00 / 100,00            |                            | 22 / 22                    | 1                          |
| Eleitorado/Participação    | Eleitorado/Participação               | 8 537 902                  | 89,01 / 100,00             | 0,54                       |                            |                            |
| Fonte                      | Fonte                                 | [ 3 ]                      | [ 3 ]                      | [ 3 ]                      | [ 3 ]                      | [ 3 ]                      |

## Representação parlamentar (2024-2029)

### Partidos nacionais
| Partido | Partido                         | Deputados | Grupo parlamentar | Grupo parlamentar                                 |
| ------- | ------------------------------- | --------- | ----------------- | ------------------------------------------------- |
|         | Movimento Reformador            | 3 / 22    |                   | Renovar a Europa                                  |
|         | Nova Aliança Flamenga           | 3 / 22    |                   | Reformistas e Conservadores Europeus              |
|         | Vlaams Belang                   | 3 / 22    |                   | Patriotas pela Europa                             |
|         | Democratas-Cristãos e Flamengos | 2 / 22    |                   | Grupo do Partido Popular Europeu                  |
|         | Partido do Trabalho da Bélgica  | 2 / 22    |                   | A Esquerda no Parlamento Europeu - GUE/NGL        |
|         | Partido Socialista              | 2 / 22    |                   | Aliança Progressista dos Socialistas e Democratas |
|         | Vooruit                         | 2 / 22    |                   | Aliança Progressista dos Socialistas e Democratas |
|         | Ecolo                           | 1 / 22    |                   | Verdes/Aliança Livre Europeia                     |
|         | Groen                           | 1 / 22    |                   | Verdes/Aliança Livre Europeia                     |
|         | Les Engagés                     | 1 / 22    |                   | Renovar a Europa                                  |
|         | Liberais e Democratas Flamengos | 1 / 22    |                   | Renovar a Europa                                  |
|         | Partido Social Cristão          | 1 / 22    |                   | Grupo do Partido Popular Europeu                  |

### Grupos parlamentares europeus
| Grupo parlamentar | Grupo parlamentar                                 | Deputados |
| ----------------- | ------------------------------------------------- | --------- |
|                   | Aliança Progressista dos Socialistas e Democratas | 4 / 22    |
|                   | Renovar a Europa                                  | 4 / 22    |
|                   | Grupo do Partido Popular Europeu                  | 3 / 22    |
|                   | Patriotas pela Europa                             | 3 / 22    |
|                   | Reformistas e Conservadores Europeus              | 3 / 22    |
|                   | A Esquerda no Parlamento Europeu - GUE/NGL        | 2 / 22    |
|                   | Verdes/Aliança Livre Europeia                     | 2 / 22    |